# Lorazépam
 (juin 2025).
Le lorazépam  (DCI) est une benzodiazépine à action intermédiaire, réputée pour ses puissantes propriétés anxiolytiques, sédatives et anticonvulsivantes. Agissant principalement par la modulation des récepteurs GABAA du système nerveux central, il induit une diminution rapide de l’anxiété et facilite la relaxation, tout en assurant un contrôle efficace des crises convulsives dans certaines situations cliniques. Commercialisé notamment sous les noms de Témesta en Europe et Ativan aux États-Unis, le lorazépam a été introduit par la société Wyeth en 1977.
En raison de son potentiel de dépendance et des précautions d’emploi nécessaires, sa prescription est encadrée de manière stricte, à la différence d’autres benzodiazépines telles que l’alprazolam ou le bromazépam, qui sont parfois plus couramment utilisées dans certains contextes. Ces aspects posent des défis particuliers quant à l’équilibre entre l’efficacité thérapeutique et la gestion des risques, comme le soulignent les recommandations des agences telles que l’Agence européenne des médicaments (EMA)  et l’Agence nationale de sécurité du médicament et des produits de santé (ANSM)

## Structure chimique et propriétés physiques
Le lorazépam est une Benzodiazépine dont la formule chimique est C₁₅H₁₀Cl₂N₂O₂, lui conférant une masse molaire d’environ 321,16 g/mol. Sa structure comprend le noyau caractéristique des benzodiazépines, modifié par la présence de deux atomes de chlore et d’un groupe hydroxyle, éléments clés qui participent à son activité pharmacologique. Du point de vue physique, le lorazépam se présente sous forme de poudre blanche cristalline, avec un point de fusion généralement rapporté aux alentours de 192 - 194 °C. Par ailleurs, il est faiblement soluble dans l’eau (avec des valeurs souvent citées de l’ordre de 40 à 80 mg/L), alors qu’il présente une meilleure solubilité dans des solvants organiques tels que le chloroforme, l’acétone ou l’acétate d’éthyle. Ces caractéristiques influent sur la formulation pharmaceutique du médicament,.

## Princeps et générique
En France, le lorazépam est disponible sous forme de comprimés sécables de 1 mg (comprimés blanc) et 2,5 mg (comprimés de couleur jaune pâle). La différence entre le princeps et le générique est presque imperceptible, mais les comprimés de lorazépam Viatris sont pelliculés, contrairement à ceux de Temesta.

En Belgique, une forme sublinguale de Temesta est disponible sous le nom de Temesta Expidet, contrairement à la France, où seuls les comprimés originaux sont commercialisés. 

## Posologie et Utilisation
Il s'agit d'une molécule qui peut être utilisée comme anxiolytique, hypnotique, sédatif, myorelaxant, anticonvulsivant et amnésiant. Cependant, son indication principale est la thérapie anxiolytique médicamenteuse.
Dans le traitement de l'anxiété invalidante, la posologie initiale se situe généralement autour de 2 à 7,5 mg par jour en 3 prises. Le lorazépam peut également être prescrit dans le cadre d'un sevrage alcoolique. Il est utilisé en forme injectable dans les crises d'épilepsie. Hors autorisation de mise sur le marché, en raison de sa puissance d'action hypnotique et sédative, le lorazépam est également utilisé pour traiter l'insomnie. Il est d'ailleurs le métabolite actif du lormétazépam, lui-même utilisé dans ce cadre. Sa demi-vie moyenne lui permet de durer toute une nuit mais risque de conserver un certain effet hypnotique le jour suivant si pris à forte dose.
Comme tous les médicaments de cette classe, il est inscrit sur Liste I et sur la liste des psychotropes ; sa prescription est limitée à 12 semaines. Le choix de la posologie minimale efficace sera toujours recherché, bien que son dosage maximal soit de 7,5 mg/J. Il arrive cependant que des dosages supérieurs soient prescrits (surtout si utilisé dans le cadre d’un sevrage éthylique). Le lorazépam fait partie des produits les plus puissants de sa classe, en particulier en comprimés de 2,5 mg. Sur ce terrain, il est utilisé au même titre que l'Alprazolam, mais dans des cas où une action plus prolongée et progressive est souhaitée. Il est sur la liste des médicaments essentiels de l'Organisation mondiale de la santé (liste mise à jour en avril 2013) malgré ses effets secondaires. Il y est toutefois listé seulement en tant qu'anticonvulsivant.

## Pharmacologie
Le pic plasmatique du lorazépam est atteint à une vitesse intermédiaire (entre 30 minutes et 4 heures, 2 heures en moyenne,). Sa demi-vie d'élimination gravite autour de 13 h selon les patients,,. On estime que 2 mg de lorazépam équivaut à 10 mg de diazépam.
Tout comme les nombreux produits apparentés, le lorazépam influence l'action du GABA en renforçant l'activité des récepteurs GABA-A-alpha, activés de manière naturelle par le corps. On parle alors d'un modulateur allostérique positif. Contrairement au barbital, ce produit n'est pas un agoniste de ces récepteurs et ne fait que renforcer leur activité lors de leur activation naturelle (ou bien par le fait d'un autre agoniste, comme l'alcool) ce qui limite quelque peu les risques de surdosage.

Le lorazépam est l’une des benzodiazépines présentant la plus forte affinité pour le récepteur GABAA (principal site d’action de cette classe de médicaments). Sa constante d’inhibition (Ki) est estimée entre 1,3 et 2,1 nanomoles (nM), ce qui reflète une liaison très efficace au site benzodiazépine du récepteur. Plus cette valeur est faible, plus l’affinité et donc la puissance de liaison est élevée. À ce titre, le lorazépam présente une affinité supérieure à celle de l’alprazolam (Ki ≈ 1,9 à 4,0 nM), mais légèrement inférieure à celle du clonazépam (Ki ≈ 0,5 à 0,65 nM), considéré comme l’un des composés les plus fortement liés au récepteur GABAA parmi les benzodiazépines.
Les effets indésirables à déplorer sont les mêmes que pour les autres produits de sa classe, avec notamment une certaine somnolence, ainsi que des pertes de mémoire du à sa forte affinité pour les récepteurs GABAA (affectant surtout la mémoire épisodique et la mémoire sémantique),. Les risques de rencontrer ces complications varient de façon notoire en fonction des doses et d'un potentiel mélange avec d'autres produits, notamment l'alcool. Les formulations à 2 mg ou 2,5 mg se démarquent des autres par la puissance de leurs effets amnésiants.
Son utilisation en journée peut rendre inapte à l'utilisation de véhicules ou d'outils dangereux (surtout au début du traitement), notamment car les benzodiazépines augmentent les temps de réaction. Il est recommandé de demander l'avis d'un médecin pour la reprise de telles activités.
S'il est utilisé à long terme et a fortiori en grandes quantités, il peut mener à une tolérance et une dépendance non négligeable. Utilisé en quantités limitées et une seule fois par jour, ou uniquement occasionnellement, il présente toutefois un profil addictogène réduit.
Une étude récente a mis en exergue le rôle possible de certaines benzodiazépines dans le développement de la maladie d'Alzheimer. Toutefois, les résultats contradictoires d'études subséquentes permettent de douter de leur rôle dans l'apparition des symptômes de cette maladie (ou dans le développement de cancers),. Des recherches plus approfondies seront nécessaires pour statuer sur le rôle de ces médicaments vis-à-vis des cas de démence ou de certains cancers.

## Grossesse et allaitement
Le lorazépam traverse la barrière placentaire et peut atteindre des concentrations fœtales comparables à celles mesurées chez la mère[réf. nécessaire]. Il est également excrété en petites quantités dans le lait maternel, exposant ainsi le nouveau‑né à la substance pendant l’allaitement
Une méta‑analyse récente portant sur plus d’un million de grossesses a conclu qu’il n’y a pas d’augmentation significative du risque tératogène global après exposition aux benzodiazépines, y compris le lorazépam (OR 1,07 ; IC 95 % 0,91–1,25). Toutefois, elle signale un risque doublé d’anomalies de la face (fente labiale) 
Plusieurs travaux ont rapporté une incidence accrue de naissance prématurée (avant 37 semaines) et de faible poids de naissance (< 2 500 g) chez les nouveau‑nés exposés au lorazépam dans la seconde moitié de la grossesse. Toutefois, ces observations ne sont pas universelles et pourraient être influencées par d’autres facteurs
L’exposition prolongée au lorazépam en fin de grossesse peut entraîner une dépendance fœtale, suivie à la naissance de symptômes de sevrage : hypotonie, difficultés respiratoires, troubles de l’alimentation. Une hypotonie, associée à de la léthargie et à une hypothermie) est documentée après administration maternelle de benzodiazépines à l’approche de l’accouchement
Les agences de santé (FDA qui le classe en catégorie D, EMA) déconseillent l’usage de lorazépam chez la femme enceinte ou allaitante, sauf en cas de nécessité absolue[réf. nécessaire].

## Précautions d'utilisation du lorazépam chez la personne âgée
Les benzodiazépines comme le lorazépam peuvent entraîner des effets indésirables tels que des pertes d'équilibre, des pertes de mémoire, des vertiges et une somnolence excessive, augmentant ainsi le risque de chutes[réf. nécessaire].
En outre, l'association du lorazépam avec d'autres médicaments, en particulier les analgésiques ou les antidépresseurs, peut aggraver ces risques[réf. nécessaire].

## Contre-indications
Le médicament Temesta ne doit pas être utilisé dans certaines situations médicales en raison des risques accrus qu'il présente. Il est contre-indiqué en cas d'insuffisance hépatique grave, car le métabolisme du lorazépam peut être altéré, entraînant une accumulation du médicament et un risque accru d'effets secondaires. De même, il ne doit pas être administré en cas d'insuffisance respiratoire grave, car il peut déprimer la fonction respiratoire et aggraver la condition. Le syndrome d'apnée du sommeil constitue également une contre-indication, car le lorazépam peut réduire le tonus musculaire des voies aériennes supérieures, augmentant le risque d'obstructions respiratoires. Enfin, il est contre-indiqué chez les personnes atteintes de myasthénie, une maladie neuromusculaire, en raison du risque d'aggraver la faiblesse musculaire.

## Potentiel addictif et dépendance
Le lorazépam, comme toutes les benzodiazépines, présente un risque important de dépendance, à la fois physique et psychologique, y compris à des doses normales même après seulement quelques semaines d'utilisation. Ce phénomène s'explique par le fait qu'une prise prolongée entraîne une désensibilisation des récepteurs GABA dans le cerveau, ce qui peut conduire à deux problèmes majeurs :
- une accoutumance (le patient a besoin de doses plus fortes pour obtenir le même effet),
- et un syndrome de sevrage en cas d'arrêt brutal.

### Recommandations
- Limiter la prescription à 2-4 semaines maximum (sauf exceptions)
- Réduire progressivement la dose (ex : -25 % par semaine)
- garder le lorazépam uniquement pour les crises aiguës (attaques de panique invalidantes)
- évité en traitement au long cours
- accompagné d'une stratégie thérapeutique globale (psychothérapie, techniques de relaxation) pour réduire la fréquence des crises
- Privilégier des alternatives (thérapies cognitivo-comportementales, antidépresseurs (ISRS,IRSNa) pour l'anxiété chronique))